# Kalol (Gandhinagar)
Kalol è una suddivisione dell'India, classificata come municipality, di 100.021 abitanti, situata nel distretto di Gandhinagar, nello stato federato del Gujarat. In base al numero di abitanti la città rientra nella classe I (da 100.000 persone in su).

## Geografia fisica
La città è situata a 23° 15' 24 N e 72° 29' 43 E.

## Società

### Evoluzione demografica
Al censimento del 2001 la popolazione di Kalol assommava a 100.021 persone, delle quali 53.098 maschi e 46.923 femmine. I bambini di età inferiore o uguale ai sei anni assommavano a 11.912, dei quali 6.658 maschi e 5.254 femmine. Infine, coloro che erano in grado di saper almeno leggere e scrivere erano 74.577, dei quali 42.274 maschi e 32.303 femmine.